# Dedham (Essex)
Dedham é uma cidade localizada no condado de Essex, na Inglaterra (Reino Unido), com uma população estimada em meados de 2018 de 823 habitantes.
Encontra-se localizada a sudeste da região Leste da Inglaterra, ao nordeste de Londres e uma curta distância da costa do Mar do Norte.